# Temple of the Dog (album)
Temple of the Dog is het enige studioalbum van de Amerikaanse rockband Temple of the Dog. Het album werd op 16 april 1991 uitgebracht door A&M Records en is een eerbetoon aan Andrew Wood, voormalig leadzanger van Malfunkshun en Mother Love Bone. De titel komt van een zin uit het nummer Man Of Golden Words van Mother Love Bone.

## Commercieel succes
De band bracht haar gelijknamige album album Temple of the Dog uit in april 1991 op platenlabel A&M Records. Het album werd bij haar uitgave positief ontvangen, maar de verkopen leken te blijven steken op zo'n 70.000 exemplaren. Toen Pearl Jam in 1992 internationaal doorbrak, met Soundgarden in de slipstream, besloot A&M om het album opnieuw uit te brengen. Ditmaal met een stickertekst Including members of Soundgarden and Pearl Jam. Het nummer Hunger Strike werd als single uitgegeven tezamen met een videoclip die veel op MTV zou worden gedraaid. Uiteindelijk zou het album meer dan 1 miljoen keer worden verkocht en de vijfde plaats in de Amerikaanse albumlijst Billboard 200 bereiken.
Het album verkreeg de platina-status in de VS.

## Tracklist
Alle teksten zijn geschreven door Chris Cornell. Alle muziek is geschreven door Cornell, behalve waar anders is aangegeven.

| Nr. | Titel               | Muziek                    | Duur  |
| --- | ------------------- | ------------------------- | ----- |
| 1.  | Say Hello 2 Heaven  |                           | 6:22  |
| 2.  | Reach Down          |                           | 11:11 |
| 3.  | Hunger Strike       |                           | 4:03  |
| 4.  | Pushin Forward Back | Jeff Ament, Stone Gossard | 3:44  |
| 5.  | Call Me a Dog       |                           | 5:02  |
| 6.  | Times of Trouble    | Gossard                   | 5:41  |
| 7.  | Wooden Jesus        |                           | 4:09  |
| 8.  | Your Saviour        |                           | 4:02  |
| 9.  | Four Walled World   | Gossard                   | 6:53  |
| 10. | All Night Thing     |                           | 3:52  |

## Bezetting
Bandleden
- Jeff Ament – basgitaar
- Matt Cameron – drums, percussie
- Chris Cornell – zang, banjo op Wooden Jesus, harmonica op Times of Trouble
- Stone Gossard – slaggitaar, slidegitaar, steelstringgitaar
- Mike McCready – leadgitaar
- Eddie Vedder – zang op Hunger Strike, achtergrondzang op Pushin Forward Back, Your Saviour en Four Walled World

Productie
- Rich Frankel, Walberg Design – beeldredactie en design
- Don Gilmore – aanvullend systeemtechnicus
- Lance Mercer, Josh Taft – fotografie
- Rick Parashar – productie, piano op Call Me a Dog, Times of Trouble en All Night Thing, orgel op All Night Thing, mastering
- Ken Perry – mastering
- Temple of the Dog – productie